# Burdens
Burdens je debitantski studijski album portugalskog gothic/doom metal sastava Ava Inferi. Album je 23. siječnja 2006. godine objavila diskografska kuća Season of Mist.

## O albumu
Sastav je komentirao kako Burdens "opisuje kolektivnu dušu grupe, čiji se jasni korijeni referiraju na prošlost i njene problematične puteve. Ostala nazivlja na albumu, kao što su "A Glimpse of Sanity", "Sinisters", "Vultos" i "The Fate of Mountains", ukorijenjena su u esencije boli i straha, kao i jeze i nepoznatog".

## Popis pjesama
Tekstovi: Carmen Susana Simões, glazba: Rune Eriksen.
| 1.    | »Ava Inferi«             | 4:19 |
| 2.    | »The Shrine«             | 0:33 |
| 3.    | »A Glimpse of Sanity«    | 7:05 |
| 4.    | »The Wings of Emptiness« | 5:34 |
| 5.    | »Sinisters«              | 9:35 |
| 6.    | »Vultos«                 | 4:50 |
| 7.    | »Fate of Mountains«      | 8:37 |
| 40:33 |                          |      |

## Zasluge
| Ava Inferi - Carmen Susana Simões – vokali - Rune Eriksen – gitara, efekti, produkcija - Jaime S. Ferreira – bas-gitara, inženjer zvuka - João Samora – bubnjevi, udaraljke | Dodatni glazbenici - Miguel Do Vale – klavir (na pjesmama 1 i 2) - Nuno Roberto – portugalska gitara (na pjesmi 5), akustična gitara (na pjesmi 7), ilustracije Ostalo osoblje - João Monteiro – ilustracije - Borge "BBF" Finstad – inženjer zvuka, miksanje |